# 16S rRNK (adenin1408-N1)-metiltransferaza
16S rRNK (adenin1408-1 (EC 2.1.1.180, metilaza kanamicin-apramicinske otpornosti, 16S rRNK:m1A1408 metiltransferaza, KamB, NpmA, 16S rRNK m1A1408 metiltransferaza) je enzim sa sistematskim imenom S-adenozil--metionin:16S rRNK (adenin1408-1)-metiltransferaza. Ovaj enzim katalizuje sledeću hemijsku reakciju
-adenozil--metionin + adenin1408 u 16S rRNK {\displaystyle \rightleftharpoons } -adenozil-L-homocistein + N1-metiladenin1408 u 16S rRNK
Ovaj enzim pruža otpornost na panaminoglikozid ometanjem vezivanja aminoglikozida za A mesto 16S rRNK, tako što N1-metiliše u poziciji adenin1408.

## Literatura
- Nicholas C. Price; Lewis Stevens (1999). Fundamentals of Enzymology: The Cell and Molecular Biology of Catalytic Proteins (Third изд.). USA: Oxford University Press. ISBN 019850229X.
- Eric J. Toone (2006). Advances in Enzymology and Related Areas of Molecular Biology, Protein Evolution (Volume 75 изд.). Wiley-Interscience. ISBN 0471205036.
- Branden C; Tooze J. Introduction to Protein Structure. New York, NY: Garland Publishing. ISBN 0-8153-2305-0.
- Irwin H. Segel. Enzyme Kinetics: Behavior and Analysis of Rapid Equilibrium and Steady-State Enzyme Systems (Book 44 изд.). Wiley Classics Library. ISBN 0471303097.

## Spoljašnje veze
- 16S+rRNA+(adenine1408-N1)-methyltransferase на 